# Shavkat Ayupov
Shavkat Abdullayevich Ayupov (russisch Шавкат Абдуллаевич Аюпов Schawkat Abdullajewitsch Ajupow; geboren am 14. September 1952 in Taschkent) ist ein usbekischer und ehemals sowjetischer Mathematiker, Mitglied der Akademie der Wissenschaften Usbekistans (1995) und Senator des Oliy Majlis der Republik Usbekistan (2020). Er wurde als Held Usbekistans (2021) und Verdienter Wissenschaftler der Republik Usbekistan (2011) ausgezeichnet.

## Leben
Shavkat Ayupov wurde 1952 als Sohn von Abdulla Talipowitsch Ayupov und Marguba Chamidova geboren. Sein Vater leitete den Lehrstuhl für Philosophie an der Universität Taschkent. Seine Mutter war Ärztin und arbeitete als Therapeutin im 4. Städtischen Klinikum.
Ayupov absolvierte die Universität Taschkent (1974) als Schüler von T. A. Sarymsakow. Er war Kandidat der physikalisch-mathematischen Wissenschaften (1977) und ist Doktor der physikalisch-mathematischen Wissenschaften (1983).
Er ist Preisträger des Lenin-Komsomol-Preises als Teil des Autorenteams Muslimkul A. Berdikulow, Schuchrat M. Usmanow, Rustambai S. Abdullajew, Oleg J. Tichonow und Nikolai V. Trunow für die Arbeit Forschung über Operatoralgebren und nicht-kommutative Integration (1989).
Ayupov ist Mitglied der Weltakademie der Wissenschaften (2003). In den Jahren 2008–2013 war er assoziiertes Mitglied des Internationalen Zentrums für Theoretische Physik benannt nach Abdus Salam (ICTP) in Triest, Italien.
Seit 2020 ist er Mitglied des Senats des Oliy Majlis der Republik Usbekistan.
Im Jahr 1992 wurde er zum Leiter des Instituts für Mathematik W. I. Romanowski der Akademie der Wissenschaften der Republik Usbekistan ernannt. Im Jahr 1994 befand er sich auf einer langfristigen Dienstreise an der Universität Straßburg (Frankreich), wo er gemeinsam mit Professor Jean-Louis Loday wissenschaftliche Arbeit leistete. Er unterrichtet an der Nationalen Universität Usbekistans und ist Professor am Lehrstuhl für Algebra und Funktionalanalysis.

## Auszeichnungen
- Held Usbekistans (24. August 2021) – „für seine großen Verdienste bei der Stärkung des wirtschaftlichen Potenzials unseres Landes, der Erhöhung ihres internationalen Ansehens, der Gewährleistung des Wohlstands der Heimat und des Wohlergehens des Volkes, für Initiative bei der Umsetzung der in den letzten Jahren in Neus Usbekistan durchgeführten dynamischen und grundlegenden Reformen, selbstloser Einsatz für das Wohl des Staates und des Volkes, langjährige fruchtbare und vorbildliche Tätigkeit in den Bereichen Produktion und Sozialleben, große Beiträge zur Erziehung unserer Jugend im Geiste des Patriotismus, des Respekts für nationale und universelle Werte sowie aktive Teilnahme am öffentlichen Leben des Landes“[6].
- Orden „Mechanat Shukhrati“ (2003).
- Shukhrat-Medaille (1996).
- Verdienter Wissenschaftler der Republik Usbekistan (2011).
- Preisträger des Staatspreises I. Grades für Wissenschaft und Technik (2017).